# Strahlen-Petermännchen
Das Strahlen-Petermännchen (Trachinus radiatus, Syn.: Echiichthys radiatus) ist eine Fischart aus der Familie der Petermännchen (Trachinidae). Er gilt als schmackhafter Speisefisch.

## Vorkommen
Der Fisch kommt im Mittelmeer und an der afrikanischen Atlantikküste von Gibraltar bis Golf von Guinea in Tiefen bis 150 Metern vor. Er ist ein Raubfisch, der sich insbesondere am sandigen Untergrund aufhält und sich in diesen auch eingräbt.

## Merkmale
Die Fische werden 40 bis 50 Zentimeter lang. Sie haben einen langgestreckten, seitlich abgeflachten Körper. Der Kopf ist groß, die Augen liegen hoch, das Maul ist nach oben gerichtet. Die erste Rückenflosse ist kurz und wird von sechs Hartstrahlen gestützt, die zweite ist sehr lang. Die erste Rückenflosse ist mit Giftstacheln besetzt. Strahlen-Petermännchen sind von grauer bis gelblichbrauner Farbe und haben auf der Oberseite und auf den Flanken zahlreiche dunklere Flecken. Die Unterseite ist hell.

## Verhalten bei Intoxikation
Der Stich ist sehr schmerzhaft, ferner treten Schwellung, Rötung, Blasenbildung und Taubheit auf. Die Folgen können Tage, unter Umständen auch Wochen und Monate andauern. Als erste Maßnahme gilt das Säubern und Entfernen von Stachelresten aus der Wunde. Zur symptomatischen Behandlung sind Analgetika und Antihistaminika anwendbar. In Südfrankreich wurde von Luc de Haro die Methode weiterentwickelt, die Gifte mit einem Temperaturschock abzubauen. Nach seinem Vorschlag sollte man die Wunde mit einem Fön für zwei Minuten erhitzen und danach mit Eis kühlen.